# 云南丽江东巴足球俱乐部
云南丽江东巴足球俱乐部，是一家已经解散的中国足球俱乐部。球队成立于2004年，位于云南丽江，曾参加了三个赛季的中国足球乙级联赛，2006年赛季结束后解散。球队的主体育场为丽江人民体育场，队徽使用中文、英文和地方特色的东巴文三种文字标示。

## 魔鬼主场
中国国家足球队和俱乐部队喜欢将集训定在海拔1900米的云南海埂基地，而云南丽江足球俱乐部的主场设在海拔2400米的丽江，独特的高原球场优势使得来访的客队非常难以适应，所以球队有着魔鬼主场的优势。

## 球队历史
2003赛季结束后，获得中超参赛资格的云南红塔被转卖给刚刚降级的重庆力帆，两支球队合并后出现大量的剩余人员，只有一部分原云南队的球员被新的重庆队接纳。
2004年2月，主要由原红塔预备队成员组成的丽江东巴队正式挂牌。作为云南足球的唯一代表，东巴队参加了当年全国乙级联赛，最终获得第三名，冲甲失败。球队参加中乙的第二个赛季也未能升级成功。在2006赛季的乙级联赛中常规赛球队排名南区第二取得了晋级决赛阶段的资格，但在四分之一决赛中球队又以0:1输给了天津火车头，连续三年冲甲失败。俱乐部最終退岀了中乙联赛。

## 大事编年
| 年 份  | 事 件                            |
| ------ | -------------------------------- |
| 2004年 | 云南丽江东巴足球俱乐部成立。     |
| 2006年 | 连续三年冲甲失败，退出中乙联赛。 |